# Liste der Einträge im National Register of Historic Places im Oldham County (Texas)
Die Liste der Registered Historic Places im Oldham County führt alle Bauwerke und historischen Stätten im texanischen Oldham County auf, die in das National Register of Historic Places aufgenommen wurden.

## Aktuelle Einträge
| Lfd. Nr. | Name                                   | Bild | Datum der Eintragung | Adresse/Lage       | Ort      | ID       | Beschreibung |
| -------- | -------------------------------------- | ---- | -------------------- | ------------------ | -------- | -------- | ------------ |
| 1        | Chavez City Ruins (41OL253)            |      | 12. Juli 1984        | Address Restricted | Amarillo | 84001925 |              |
| 2        | Chavez Suburbs East and West (41OL254) |      | 12. Juli 1984        | Address Restricted | Amarillo | 84001928 |              |
| 3        | Green No. 5 (41OL257)                  |      | 12. Juli 1984        | Address Restricted | Amarillo | 84001936 |              |
| 4        | Griffin Site (41OL246)                 |      | 12. Juli 1984        | Address Restricted | Amarillo | 84001938 |              |
| 5        | Landergin Mesa                         |      | 15. Okt. 1966        | Address Restricted | Vega     | 66000821 |              |
| 6        | Mansfield I (41OL50)                   |      | 12. Juli 1984        | Address Restricted | Amarillo | 84001940 |              |
| 7        | Maston I (41OL256)                     |      | 12. Juli 1984        | Address Restricted | Amarillo | 84001942 |              |
| 8        | Maston No. 13 Stone Wall (41OL249)     |      | 10. Sep. 1984        | Address Restricted | Adrian   | 84001945 |              |
| 9        | Maston No. 52 (41OL235)                |      | 12. Juli 1984        | Address Restricted | Amarillo | 84001948 |              |
| 10       | Rocky Dell                             |      | 23. Feb. 1972        | Address Restricted | Adrian   | 72001370 |              |
| 11       | Stone Corrals No. 1-6 (41OL250)        |      | 12. Juli 1984        | Address Restricted | Amarillo | 84001951 |              |
| 12       | Vega Motel                             |      | 5. Okt. 2006         | 1005 Vega Blvd.    | Vega     | 06000926 |              |